# 福建省福州第二十一中学
福建省福州第二十一中学创建于1956年，1957年启用现名，位于福建省福州市仓山区盖山镇义序，拥有16个个初中教学班。学校有学生约700名，教职员工59人。